# Eugeniusz Jagoszewski
Eugeniusz Henryk Jagoszewski (ur. 28 lipca 1929 w Gdańsku zm. 4 lipca 2023 w Będkowie) – polski inżynier konstrukcji optycznych. Absolwent z 1953 Uniwersytetu Mikołaja Kopernika w Toruniu oraz w 1956 Politechniki Wrocławskiej. Od 1984 r. profesor na Wydziale Podstawowych Problemów Techniki Politechniki Wrocławskiej. Autor podręcznika Wstęp do optyki inżynieryjnej. W 1999 został odznaczony Krzyżem Oficerskim Orderu Odrodzenia Polski.
Syn Antoniego i Joanny. Zmarł 4 lipca 2023 roku i został pochowany na  cmentarzu parafialnym św. Rodziny we Wrocławiu.